# الكفرة (ليبيا)

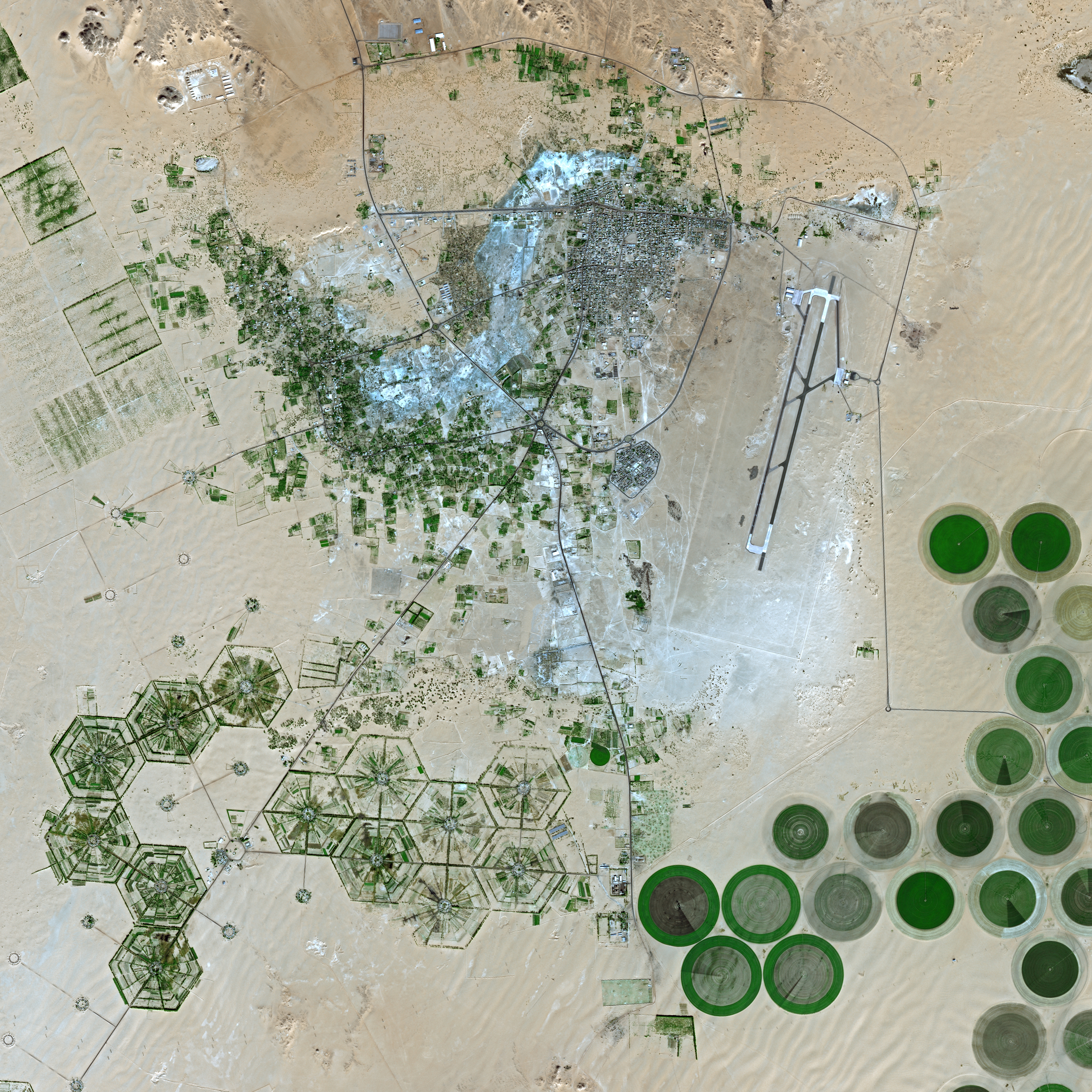
الكُفرة عبر القمر الصناعي، ويبدو مطار المدينة ومزارع الري المحوري.

الكُفرة واحة ومدينة تقع في جنوب شرق ليبيا. تتبع المدينة بلدية الكفرة. التي مركزها هي مدينة الجوف. والكفرة عبارة عن أرخبيل من الواحات. يبلغ عدد سكانها 60 ألف نسمة مع الواحات التي بجوارها، وتعتبر من أهم المناطق التي حاول الجيش الإيطالي -أثناء احتلاله لليبيا- أن يسيطر عليها ويخضعها لحكمه على الرغم من بعدها عن الساحل ووجودها في الصحراء الليبية في منطقة بعيدة عن ساحل ليبيا. مدينة الكفرة تعتبر من أغني وأشهر الواحات من حيث إنتاجها للتمور والمانغو والزيتون وذلك لطقسها شديد الحرارة صيفا. كما يوجد قربها عدد من المزارع النموذجية الحديثة التي أنشأتها الدولة الليبية.
عاش فيها شخصيات معروفة مثل عمر المختار الذي عمل بها مدرساً للقرآن زارها العديد من الرحالة منهم الرحالة الألماني رولفس عام 1879، وعدد من الرحالة الأجانب.

## ديموغرافياالسكان
سكان مدينة الكفرة هم خليط من قبائل زوية، التبو، الإخوان السنوسية، الأواجلة، التبو والمجابرة.

## الرحلات الاستكشافية
في الفترة ما بين (1878 - 1923) وصل عدد الرحالة الذين قامو بزيارة إلى مدينة الكفرة حوالي ستة أشخاص في ست رحلات استكشافية متفرقة كما ذكر في كتاب (الكفرة الغامضة) لمؤلفه دانتي ماريا تونينيتي وترجمة وهبي البوري...
1. الرحالة الألماني جيرالد رولفس (1878): والذي وصل إلى مدينة الكفرة سنة 1878 مبتدئا رحلته من مدينة طرابلس مارا بعدة مدن قبل ان يبلغ منطقة الواحات التي وصلها بعد ان عبر منطقة الجفرة ثم جالو مخترقا الصحراء الكبرى وصولا إلى واحات الكفرة ثم واداي... ورولفس هو أول أوروبي يصل إلى الكفرة.
2. الرحلة التي قام بها كامبيريو camperio رئيس جمعية ميلانو للإستكشافات التجارية في افريقيا وكانت رحلته سنة 1880 .
3. رحلة الشيخ التونسي محمد عثمان الحشائشي 1896 : الذي ابتدأت رحلته نحو الكفرة يوم مايو 1896 منطلقا من مدينة بنغازي ورحلته كانت بتكليف من الماركيز الفرنسي دي مور ودامت هذه الرحلة شهراً واحداً فقط ثم غادر مدينة الكفرة عبر طريق ودان - مرزق - غات ثم عاد نحو - مرزق - ومنها إلى طرابلس عن طريق مدن سوكنة - مصراتة.
4. لوران لابيير (laurent lapierre) سنة 1916 : لوران هو ضابط صف فرنسي تم أسره بعد تحرير الكفرة وسيطرة قوات المجاهدين الليبيين عليها سنة 1916 , بعد سقوط قلعة فورشاليه. ونقل مع من تبقى من رجاله إلى منطقة واو الكبرى عن طريق حمادة - مرزق - سبها - زويلة وأطلق سراحه سنة 1919 .
5. روزيتا فوربس (rosita forbes) سنة (1920 - 1921): التي ابتدأت رحلتها من مدينة بنغازي في ديسمبر سنة 1920 وتوقفت في جالو يوم 20 ديسمبر 1920، ووصلت منطقة أم الطفل يوم 2 يناير 1921 , ثم بزيما يوم 6 يناير 1921 وبعد هذا التاريخ بأربعة أيام وصلت مدينة الكفرة، وقفلت عائدة منها عن طريق بير بود أكار وبير بو سلامة ثم الجغبوب ثم سيوة ودخلت مصر ومنها عادت نحو أوروبا.
6. حسنين بك سنة 1923 : وصل الكفرة عن طريق سيوة - الجغبوب - ثم جالو - ومنها نحو بير بو الطفل سالكا طريق قوافل سكان ليبيا - مارا بمنطقة بير الحرش - ثم الهواويري - وصولا إلى مدينة الكفرة وقطع كل هذه المسافة في مدة 15 يوما فقط حيث وصل التاج يوم 1 أبريل ثم قرر إكمال مسيرته ورحلته نحو أركنو والعوينات ومن ثم نحو آدري ثم الأفيدي الشرقي ثم وصل السودان المصري-الإنجليزي ومن ثم عاد نحو الساحل.